# Manuel Sandoval Vallarta
Manuel Sandoval Vallarta (11 febrer 1899 – 18 abril 1977) va ser un físic mexicà. Fou professor de física a l'MIT i a l'Institut de Físiques de la Universitat Nacional Autònoma de Mèxic (UNAM).

## Biografia
Sandoval Vallarta va néixer a Ciutat de Mèxic en una família descendent d'Ignacio Vallarta, un prominent dirigent liberal durant la Guerra de Reforma. Va obtenir la llicenciatura en físiques el 1921 i el doctorat el 1924 a l'MIT. Va començar a donar cursos a la facultat de física de l'MIT el 1923, arribant a ser catedràtic anys més tard. El 1927, Vallarta va rebre una beca Guggenheim de 2 anys per a estudiar física a Alemanya. Va anar a les universitats de Berlín i Leipzig on va estudiar amb Albert Einstein, Max Planck, Erwin Schrödinger i Werner Heisenberg.
A l'MIT, Vallarta va supervisar Richard Feynman i Julius Stratton. De fet, va ser coautor de la primera publicació científica de Feynman, un article a Physical Review sobre la difusió de rajos còsmics. Amb Georges Lemaître, físic belga i capellà, Vallarta va descobrir que la intensitat dels raigs còsmics variava amb la latitud degut a la seva interacció amb el camp magnètic de la Terra. Van treballar conjuntament en una teoria de radiació còsmica primària que van aplicar a les seves investigacions del camp magnètic del sol i dels efectes de la rotació de la galàxia.
De 1943 a 1946, va dividir el seu temps entre l'MIT i la UNAM. D'ençà el 1946, es va dedicar plenament a la UNAM, on va treballar amb Luis Alvarez i Arthur Compton en experiments per a mostrar que els raigs còsmics eren compostos de protons.
El 1946 va esdevenir membre del rectorat de la UNAM i fou director del Institut Politècnic Nacional de Mèxic de 1944 a 1947. Va dirigir nombroses comissions pel govern mexicà, majoritàriament relacionades amb política científica, i va representar el seu país a moltes conferències internacionals.